# CTT Silver Star Genève
Der CTT Silver Star Genéve (Club Tennis de Table Silver Star Genéve) ist ein Schweizer Tischtennisclub aus Genf.

## Geschichte
Der Verein wurde im Jahr 1931 gegründet. Er zählte in der Anfangszeit zu den erfolgreichsten Schweizer Tischtennisclubs. 57 Jahre lang war Hugo Urchetti Präsident des Vereins. Seit 2005 wird der Club von Mario Mariotti geführt.

## Erfolge
- 30 × Schweizer Meister Herren
- 3 × Schweizer Meister Damen
- 22 × Schweizer Cupsieger